# Gymnelia gemmifera
Gymnelia gemmifera är en fjärilsart som beskrevs av Walker 1854. Gymnelia gemmifera ingår i släktet Gymnelia och familjen björnspinnare. Inga underarter finns listade i Catalogue of Life.